# Valentin Guznac
Valentin Guznac (n. 24 octombrie 1961, satul Corlăteni, raionul Rîșcani) este un om politic din Republica Moldova, care a îndeplinit funcția de ministru al administrației publice locale (2007-2009).

## Biografie
Valentin Guznac s-a născut la data de 24 octombrie 1961, în satul Corlăteni (raionul Rîșcani). După absolvirea școlii medii din satul natal, s-a înscris în anul 1979 ca student la Facultatea de Mecanică a Institutului Politehnic „Serghei Lazo” din municipiul Chișinău. A absolvit ulterior și cursurile Academiei de Administrare Publică de pe lângă Președintele Republicii Moldova și ale Institutului Baltic de Economie, Ecologie și Drept din orașul Sankt-Petersburg.
După absolvirea facultății, este angajat în anul 1984 ca inginer mecanic la Asociația de producție „V.I.Lenin” din orașul Bălți. Devine apoi activist în cadrul organelor Comsomol din Bălți, îndeplinind consecutiv funcțiile de instructor, șef de secție și prim-secretar al Comitetului orășenesc (1985-1991). Între anii 1991-1992 este șef de secție la Stația servicii tehnice Bălți, apoi președinte al Consiliului orășenesc Bălți al Sindicatului angajaților instituțiilor de stat (1992-1995). În continuare, activează consecutiv în calitate de director al agenției „Nord” a Companiei de Asigurări „Asito-Trafic” și Companiei de Asigurări „Auto” (1995-1999).
În anul 1999, Valentin Guznac este desemnat în funcția de șef adjunct al Secției administrație publică locală a Consiliului județean Bălți. În luna octombrie a aceluiași an este numit în funcția de viceprimar al municipiului Bălți.
În luna iulie 2006, este desemnat în funcția de viceministru al administrației publice locale, apoi prin Decretul Președintelui Republicii Moldova din 16 iulie 2007 este numit în funcția de ministru al administrației publice locale. El și-a păstrat funcția de ministru și în noul guvern format de Zinaida Greceanîi la data de 31 martie 2008. A îndeplinit aceste funcții până la 10 iunie 2009, când s-a format un nou guvern.
Valentin Guznac este căsătorit și are doi copii.